# وزارت محیط زیست (ساسکاچوان)
وزارت محیط زیست (انگلیسی: Ministry of Environment) مسئول برنامه‌های دولتی مرتبط با حفاظت از محیط زیست در ایالت ساسکاچوان، کانادا است.

## اداره حفاظت جنگل و آتش‌نشانی جنگل
ایالت ساسکاچوان دارای ناوگان کانادا ایر CL-415 دارای بمب‌افکن‌های هوایی برای اطفای حریق است.